# Euríal (fill de Mecisteu)
Euríal (en grec antic Εὐρύαλος), va ser, segons la mitologia grega, un fill de Mecisteu que participà en l'expedició dels argonautes.
Figura entre els epígons lluitant contra Tebes. Al Catàleg de les naus el veiem acompanyant Diomedes i Estènel, com un dels cabdills del contingent d'Argos que van anar a la guerra de Troia. Més endavant va participar en els Jocs Fúnebres en honor de Pàtrocle. Animat per Diomedes, va enfrontar-se amb Epeu en la prova de pugilat, però va ser vençut.